# Falcihasta palustris
Falcihasta palustris är en rundmaskart som beskrevs av Clark 1964. Falcihasta palustris ingår i släktet Falcihasta och familjen Falcihastidae. Inga underarter finns listade i Catalogue of Life.